# Hadroplax sinuatifrons
Hadroplax sinuatifrons is een krabbensoort uit de familie van de Goneplacidae. De wetenschappelijke naam van de soort is voor het eerst geldig gepubliceerd in 1886 door Miers.